# 美濃川合駅
美濃川合駅（みのかわいえき）は、岐阜県美濃加茂市川合町一丁目にある、東海旅客鉄道（JR東海）太多線の駅である。駅番号はCI01。

## 歴史
- 1952年（昭和27年）12月26日：日本国有鉄道の駅として開業[2]。
- 1987年（昭和62年）4月1日：国鉄分割民営化により、JR東海の駅となる[2]。
- 1989年（平成元年）3月：待合所改築[3]。
- 2010年（平成22年）3月13日：ICカード「TOICA」の利用が可能となる[4]。

## 駅構造
単式ホーム1面1線を有する地上駅。ホーム全体が大きくカーブしている。
美濃太田駅管理の無人駅。待合所がある。

## 利用状況
2019年（令和元年）度の1日平均乗車人員は442人である。
各年度の1日平均乗車人員は以下の通り。
| 年度   | 1日平均 乗車人員 |
| ------ | ---------------- |
| 1990年 | 378              |
| 1995年 | 488              |
| 2000年 | 393              |
| 2001年 | 404              |
| 2002年 | 420              |
| 2003年 | 440              |
| 2004年 | 413              |
| 2005年 | 371              |
| 2006年 | 341              |
| 2007年 | 330              |
| 2008年 | 350              |
| 2009年 | 349              |
| 2010年 | 385              |
| 2011年 | 399              |
| 2012年 | 409              |
| 2013年 | 408              |
| 2014年 | 399              |
| 2015年 | 431              |
| 2016年 | 421              |
| 2017年 | 432              |
| 2018年 | 430              |
| 2019年 | 442              |

## 駅周辺
- 木曽川
- 飛騨川
- JR東海美濃太田車両区
- 国道248号
- 関西電力今渡ダム

## 隣の駅
東海旅客鉄道（JR東海）
CI 太多線
可児駅 (CI02) - 美濃川合駅 (CI01) - 美濃太田駅 (CI00)